# اوتارادیت
اوتارادیت (به تایلندی: อุตรดิตถ์) یک شهر در تایلند است که در استان اوتارادیت واقع شده‌است.

## خصوصیات
اوتارادیت ۳۶٬۳۱۳ نفر جمعیت دارد و ۶۴ متر بالاتر از سطح دریا واقع شده‌است.